# Imperi de Nicea
L'Imperi de Nicea (en grec: Αυτοκρατορία της Νίκαιας, en turc: İznik İmparatorluğu) va ser el major dels estats fundats pels refugiats de l'Imperi Romà d'Orient després de la conquesta de Constantinoble pels occidentals durant la Quarta Croada. Va durar de 1204 a 1261.

## Antecedents
Nicea va ser conquerida pels turcs seljúcides el 1078, però reconquerida pels romans d'Orient l'any següent. El 1081 la van tornar a conquerir i la van tornar a perdre i el 1086 van tornar a ocupar-la. El 1097 fou ocupada pels croats durant la Primera Croada i va quedar en mans de l'Imperi Romà d'Orient. La Quarta Croada fou promoguda pel papa Innocenci III amb la intenció originària d'alliberar Terra Santa mitjançant una invasió des d'Egipte. Per contra, l'abril del 1204, els croats occidentals catòlics acabaren conquerint Constantinoble, l'epicentre dels cristians ortodoxos, i derrocant l'Imperi Romà d'Orient. La Quarta Croada fou l'acte final que segellà irremeiablement el Gran Cisma d'Orient entre l'Església Ortodoxa i Església Catòlica Romana.

## Fundació
El 1204, l'emperador romà d'Orient Aleix IV Àngel va fugir de Constantinoble en comptes de fer front a l'exèrcit croat. Constantí Làscaris va ser coronat en la basílica de Constantinoble, però poc després, junt amb el seu germà Teodor, gendre d'Aleix III Àngel, va haver de fugir a la ciutat de Nicea, actual Iznik a Bitínia, en comprendre que la situació a Constantinoble resultava insostenible. Teodor va substituir poc després el seu germà en el tron amb el nom de Teodor I Làscaris.
Les victòries inicials de Balduí de Flandes sobre els romans d'Orient no impediren que les coses aviat es torcessin i sumissin l'imperi en un estat de precarietat del qual ja no sortiria en tota la seva breu existència, enfrontat amb el Segon Imperi Búlgar per la possessió de territoris romans que cada part reclamava per a si mateixa. La resistència romana a la conquesta llatina a Àsia va començar gairebé immediatament sota el lideratge de Teodor Làscaris, gendre de l'emperador Aleix III Àngel, i el seu germà Constantí, a l'Epir, Miquel Comnè Ducas es va instal·lar com a governant autònom i els germans Aleix i David Comnè s'havien independitzat formant l'Imperi de Trebisonda amb el suport de Tamara de Geòrgia.
Nicea era la més pròxima a l'Imperi Llatí i es trobava en la millor posició per a intentar restablir l'Imperi Romà d'Orient però Teodor Làscaris no va aconseguir un èxit immediat en ser derrotat a Pemanè i Adramítion el 1205.
David Comnè de l'Imperi de Trebisonda, que es va encarregar de conquerir les ciutats del Pont com Amisos (Samsun), Sinope, Kastamonu, Amastris i Heraclea va enviar al seu general Sinadens a ocupar la ciutat de Nicomèdia, que havia estat evacuada per l'Imperi Llatí, i Teodor va caure sobre el flanc del seu enemic amb total sorpresa però no va poder forçar la frontera occidental de David perquè Thierri de Loos va apoderar-se de Nicomèdia. El territori de Nicea va pertocar com a feu a Lluís I de Blois però quan Kaloian de Bulgària va atacar Tràcia, Lluís va haver d'anar en ajut de Balduí i va morir en la batalla d'Adrianòpolis el 1205, en la que Balduí fou capturat i Teodor li va prendre Bitínia frustrant els intents d'Enric I de Flandes d'expandir el recentment fundat Imperi Llatí a Anatòlia i va absorbir els territoris de Sabas Asidè a la regió de Sampson, Manuel Maurozomes a Frígia i Teodor Mangafàs a Filadelfia i es feu amb el més poderós dels estats successors de l'Imperi Romà d'Orient.
Després del saqueig de Constantinoble pels croats el 1204; va ser creat pel Papa Innocenci III el Patriarcat Llatí de Constantinoble; fet que va causar l'allunyament terminant i l'animadversió del Patriarcat Ortodox de Constantinoble pel que fa a la cristiandat llatina, i Teodor va tractar de reforçar els seus drets nomenant Miquel IV Autorià com a nou Patriarca de Constantinoble a Nicea, que aviat es va convertir en el líder de l'Església Ortodoxa en no tenir oposició, i el fet de ser la seu del Patriarcat va fer que assegurés les aspiracions de Teodor com hereu de l'Imperi Romà d'Orient. El 1208, sentint-se segur, es va confirmar com a emperador coronant-se a Nicea.
Enric I de Flandes desitjava ampliar el seu territori a l'Àsia Menor a costa de l'imperi de Nicea. El 1211, només un petit enclavament al voltant de Pigas romania en mans llatines, i aprofitant les pèrdues patides per l'exèrcit de Nicea contra el Soldanat de Rum a la batalla d'Antioquia al Meandre, Enric va desembarcar amb el seu exèrcit a Pigas i va marxar cap a l'est fins al riu Rindac. La victòria llatina a la batalla del Ríndac va ser aclaparadora i després de la batalla, Enric va marxar sense oposició fins a Nimfèon. Tres anys més tard el Tractat de Nimfèon va reconèixer el seu control de la major part de Bitínia i Mísia.

### Recuperació de Grècia
Després de la desastrosa derrota del despotat de l'Epir pel Segon Imperi Búlgar en la batalla de Klokòtnitsa de 1230, l'amenaça epirota sobre l'Imperi Llatí va ser eliminada i l'Imperi de Nicea va començar a conquerir de territoris a Grècia. L'emperador Joan III Ducas Vatatzes de Nicea va celebrar una aliança amb Bulgària, que el 1235 va donar lloc a una campanya conjunta contra l'Imperi Llatí.
Durant els anys següents, es van establir i trencar nombroses treves i aliances, segons es desenrotllaven les lluites entre els distints estats successors de l'Imperi Romà d'Orient, l'Imperi Llatí i els turcs del Soldanat de Rum (el territori dels quals també era fronterer amb el de Nicea). El 1219 es va casar amb la filla de l'emperadriu llatina Violant de Flandes, però va morir el 1222 i va ser succeït pel seu fill polític Joan III Ducas Vatatzes.

## Expansió
El 1222 Joan III Ducas Vatatzes va succeir al seu sogre Teodor I Làscaris en el tron. Aquell mateix any Teodor I Àngel-Comnè, dèspota de l'Epir i Etòlia, es va apoderar de Tessalònica i part de Macedònia i va assolir de facto el títol d'emperador (coronat el 1224 pel bisbe d'Ocrida, fet que va elevar a quatre el nombre d'emperadors que es consideraven hereus de l'Imperi Romà d'Orient (Trebisonda, Epir, Nicea i l'emperador llatí de Constantinoble), tres dels quals van assolir el tron o títol aquell any 1222 i el quart, Robert de Courtenay havia estat proclamat el 1221. El primer que va fer va ser traslladar la capital de Nicea a Nimfeu.
Després de pujar al tron, els germans del difunt Teodor, Aleix i Isaac Làscaris se'n van anar a Constantinoble i van convèncer Robert de Courtenay de declarar la guerra a Vatatzes, però la guerra fou favorable a Vatatzes que va derrotar decisivament els llatins en la batalla de Pemanè en 1224. Els dos germans Làscaris foren fets presoners i cegats; les possessions llatines a Àsia van caure quasi totes en mans de l'Imperi de Nicea; a la mar en canvi els llatins foren victoriosos i van bloquejar la flota dels nicens al port de Làmpsac i Vatatzes va preferir cremar els vaixells abans que permetre que els llatins se n'apoderessin. Les pèrdues navals foren, però, relativament petites i Robert va haver de demanar la pau i deixar la major part de les possessions llatines a Àsia en mans de Vatatzes. La pau fou de curta durada doncs el 1228 Joan de Brienne va ser proclamat regent sobirà de l'Imperi Llatí.
El Despotat de l'Epir va caure en mans dels búlgars el 1230, i amb Trebisonda sense un poder real, Nicea era l'únic estat romà d'Orient que quedava, així Joan de Brienne el 1231 va anar a Constantinoble amb un exèrcit que el 1233 va atacar Vatatzes i derrotat a Bitínia, retirant-se cap a Tràcia i renovant els seus atacs amb el suport de la flota veneciana; Vatatzes va organitzar una nova flota que es va fer la mestressa de la mar i va sotmetre aviat Samos, Lesbos, Quios, Cos, Rodes, i altres illes; la principal força veneciana era a Creta (Càndia) que fou parcialment conquerida per Vatatzes, però el seu progrés fou aturat pel governador venecià Marí Sanuto el Vell, que finalment va obligar els nicens a reembarcar cap a Àsia.
El 1234 Vatatzes es va aliar amb el rei búlgar Ivan II, que va renunciar a submissió al papa i va acceptar el patriarca ortodox enviat pels nicens. Per consolidar l'aliança la filla d'Asen, Helena, es va casar amb Teodor, fill de Joan Vatatzes. Forces conjuntes van assetjar Constantinoble per terra i mar (1235) però foren derrotats per la superior habilitat dels mariners llatins, i 24 galeres nicenes foren capturades. L'aliança no va durar gaire, el 1237, mentre Helena estava de retorn en una visita al seu pare, Ivan II va pactar amb els llatins per atacat el lloc fronterer de Tzurulum. El regent que governava l'Imperi Llatí en nom de Balduí II, Messire Anseau de Cahieu, va mig convèncer Ivan II d'abandonar la unió amb Nicea i aquest no es va presentar el 1237 quan Vatatzes va iniciar el setge per segon cop a Constantinoble. En canvi, per terra, Vatatzes fou més afortunat i va conquerir la resta de les possessions llatines a Àsia. A finals d'any una epidèmia que va afectar la capital de Bulgària va matar el fill i la dona d'Ivan II, el qual va interpretar això com un senyal diví de càstig per la seva traïció i va refer el vincle amb Vatatzes. El 1241, mort Ivan II, Joan Vatatzes va renovar l'aliança amb el seu successor Kaliman.
El 1242 l'Imperi Mongol va envair el territori seljúcida i després de la derrota (batalla de Köse Dağ), el Soldanat de Rum i l'Imperi de Trebisonda van esdevenir vassalls dels mongols. Joan III va témer que a continuació l'atacarien també a ell i es va preparar, però no van impedir el seu pla de reconquistar Constantinoble als llatins, que també van enviar el seu enviat als mongols, i els emperadors paleòlegs de l'Imperi Romà d'Orient restaurat van fer una aliança amb els mongols, donant les seves princeses en matrimoni als kans mongols. El 1245 Joan s'alià amb el Sacre Imperi a través del seu matrimoni amb Constança Anna de Hohenstaufen, filla de Frederic II. Cap a 1248 Joan havia derrotat els búlgars i rodejat l'Imperi Llatí, i va continuar reconquistant territoris llatins fins a la seua mort el 1254.
Teodor II Làscaris, el fill de Joan III, va haver de fer front a invasions búlgares a Tràcia, però va defendre amb èxit el seu territori. Epir també es va rebel·lar, aliant-se amb Manfred de Sicília, i Teodor II va morir el 1258. Joan IV Ducas Làscaris el va succeir, però com encara era un xiquet, va regnar davall la regència del general Miquel Paleòleg. Miquel es va proclamar coemperador (com Miquel VIII Paleòleg) el 1259, i va aconseguir derrotar un atac combinat de Manfred de Sicília, aliat amb el Despotat de l'Epir i el Principat d'Acaia en la batalla de Pelagònia.

## Reconquesta de Constantinoble
El 1260 Miquel VIII Paleòleg va començar l'assalt de Constantinoble, cosa que els seus predecessors havia estat incapaços de dur a terme. S'alià amb la República de Gènova i el seu general Aleix Estrategopul va dedicar mesos a estudiar Constantinoble per a planejar el seu atac. El juliol del 1261, mentre que gran part de l'exèrcit llatí lluitava en un altre lloc, Aleix va poder convèncer els guàrdies que obriren les portes de la ciutat. Una vegada dins, va incendiar el barri venecià (perquè la República de Venècia era l'enemiga de Gènova i en gran manera la responsable de la presa de la ciutat el 1204) i Balduí II de Courtenay va sortir de palau i va fugir en una galera veneciana cap a Itàlia.
El 14 d'agost del 1261 Miquel feia l'entrada a la capital que, si bé havia entrat en franca decadència durant el domini llatí, conservava encara força importància. Miquel va confirmar privilegis de comerç a pisans, venecians i genovesos i els en va donar de nous, i va tornar a ser coronat a la catedral de Santa Sofia i en aquesta coronació no hi era el jove Joan IV, sinó el seu fill Andrònic. Amb aquest acte es consumà la restauració de l'Imperi Romà d'Orient. La República de Gènova va establir colònies a Pera i Caffa.
Els habitants de l'Imperi restaurat van considerar l'Imperi de Nicea com el vertader successor de l'Imperi Romà d'Orient, tot i que encara continuaven existint l'Imperi de Trebisonda i el principat llatí d'Acaia. Acaia fou reconquerida, però Trebisonda va romandre independent fins a la conquista otomana. L'imperi restaurat va haver de fer front des de llavors a la nova amenaça que representaven els turcs otomans que van sorgir en substitució dels derrotats seljúcides.

## Hel·lenisme
Durant aquest període hi va haver un canvi en la manera com s'utilitzava la paraula «hel·lè» en el llenguatge romà d'Orient. Fins a aquest punt, havia tingut una connotació negativa i s'associava especialment amb les restes del paganisme. En aquest període, però, tant els termes "graikoi" com "helens" semblen entrar en l'ús diplomàtic de l'imperi com una forma d'autoidentificació religiosa i ètnica, estimulada pel desig de diferenciar l'imperi i els seus ciutadans dels llatins. El patriarca Germà II de Constantinoble, en particular, exemplifica aquesta nova visió de la identitat ètnica i religiosa. Les seves cartes equiparen el bon naixement amb la puresa de la seva ascendència hel·lenística, donant més valor a la seva procedència lingüística i ètnica hel·lenística que a qualsevol associació amb Constantinoble, i mostrant el seu menyspreu pels llatins que s'enorgulleixen de posseir la ciutat.